# Neolophonotus unicalamus
Neolophonotus unicalamus là một loài ruồi trong họ Asilidae. Neolophonotus unicalamus được Londt miêu tả năm 1987. Loài này phân bố ở vùng nhiệt đới châu Phi.